# 존 게이지

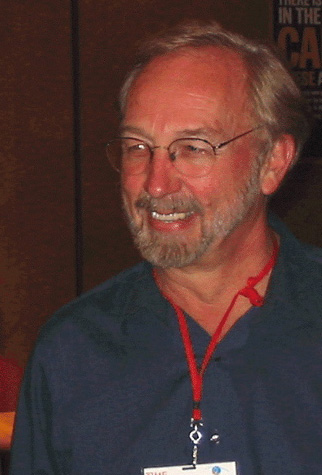

존 게이지(John Gage, 본명: John Burdette Gage, 1942년 10월 9일 ~ )는 은퇴한 컴퓨터 과학자이자 기술 경영자이다. 썬 마이크로시스템즈의 21번째 직원이었으며, 그곳에서 네트워크는 컴퓨터이다(The Network is the Computer)라는 문구를 창안한 것으로 알려져 있다. 2008년 6월 9일 떠날 때까지 썬의 부사장, 수석 연구원 및 과학 사무국 이사를 역임했으며 클라이너 퍼킨스 코필드 앤 바이어스(Kleiner Perkins Caufield & Byers)에 합류하여 지구 온난화를 위한 녹색 기술을 연구하는 파트너로 합류했다. 자신이 배운 것을 "세계 다른 지역의 더 넓은 문제에" 적용하기 위해 2010년에 KPCB를 떠났다.
2006년에 테글라 로루페 평화 재단(Tegla Loroupe Peace Foundation) 이사회에 합류하여 케냐 북서쪽 외딴 카펜구리아(Kapenguria)에 학교와 고아원을 건립했다.
2012년에 아프리카 최대 슬럼가인 케냐 키베라 한가운데에 주요 수자원 및 지역사회 교육 센터인 키베라 타운 센터 건립을 도왔다.
1995년 전 세계 모든 학교에 인터넷을 제공하기 위한 크라우드 소싱 노력인 넷데이(NetDay)의 공동 창립자 중 한 명으로 알려져 있다. 넷데이는 인터넷을 통한 최초의 대규모 크라우드 소싱 대중 운동이었다. 2012년에 휴먼 니즈 프로젝트(Human Needs Project)에 참여하여 케냐 나이로비의 키베라 빈민가에 네트워크로 연결된 수자원과 정수장을 건설했다.
12년 동안 그는 연례 자바원 컨퍼런스를 주최하여 20,000명의 자바 프로그래머를 샌프란시스코로 데려왔고 95% 이상의 모바일 장치에서 자바 언어를 안드로이드 (운영체제) 운영 체제의 기반으로 확립했다.